# Feral Brewing Company
De Feral Brewing Company is een brouwerij in de Swan Valley in West-Australië.

## Geschiedenis
Feral Brewing werd in oktober 2002 opgericht door Alistair Carragher en Brendan Varis met de visie "ambachtelijke bieren die een beetje aan de wilde kant zijn". Varis heeft een diploma in brouw- en gistingswetenschap en Carragher werkte voorheen in de sales en hospitality.
In januari 2012 richtte Feral Brewing Company samen met Nail Brewing het bedrijf Brewcorp Pty Ltd op. Hiervoor werden een brouwerij en een magazijn gebouwd in Bassendean.
In oktober 2017 werd Feral Brewing opgekocht door Coca-Cola Amatil.

## Brouwtechniek
Feral Brewing Company brouwt een reeks bieren. De brouwerij maakt het hele jaar door vijf bieren: de Feral White (ook bekend als de Belgium White ), de Hop Hog (een Amerikaanse IPA ), Smoked Porter (een rookbier of Rauchbier), Sly Fox (een Session Blonde Ale ) de Karma Citra (een Black India Pale Ale ) en Biggie Juice (een New England India Pale Ale ). De bieren worden verkocht bij verschillende winkels.

## Distributie
De brouwerij fungeert ook als restaurant en distribueert bieren in Australië.
De bierlijst van de brouwerij omvat verschillende stijlen, waaronder weizenbier, Pilsners, Amerikaanse IPA's en lambiekbier.

## Bieren
- Raging Flem (7,6% alc / vol), een Indiase Pale Ale in Belgische stijl
- Feral White (4,6% alc / vol), een Witbier in Belgische stijl.
- Hop Hog (5,8% alc / vol), een Amerikaanse Pale Ale in Amerikaanse stijl
- Golden Ace (5,6% alc / vol), een Golden Ale in Belgische stijl
- Smoked Porter (4,7% alc / vol), een rookbier
- Watermelon Warhead (2,9% alc / vol), een Berliner Weisse met watermeloen
- Runt (4,7% alc / vol), een Australian Pale Ale
- Rust (6,0% alc / vol), een Dubbel in Belgische stijl
- Karma Citra (5,8% alc / vol), een Black India Pale Ale
- Fantapants (7,4% alc / vol), een Imperial Red India Pale Ale
- Razorback (10% alc / vol), een gerstewijn
- Boris (11,5%), een Russische stout
- Amber (3,6% alc / vol), een Amber Ale in Australische stijl
- BFH (Barrel Fermented Hog) (5,8% alc / vol), een in een vat gerijpte Amerikaanse Pale Ale
- White Hog (4,8% alc / vol), een Pale Ale in Belgische stijl
- "War Hog" (7,5%) Amerikaanse IPA
- "Biggie Juice" (6,0%) New England India Pale Ale

## Prijzen
De Feral Brewing Company heeft een aantal prijzen gewonnen, waaronder van de Australian International Beer Awards:
- 2009 Kampioen Hybride Bier - Feral White [8]
- Kampioen Kleine Brouwerij 2009
- Kampioen van de tentoonstelling 2009
- 2009 Beste Ale - Hop Hog
- Beste Ale 2010 - The Runt [9]
- 2011 Beste Ale - Hop Hog [10]
- 2011 Beste Bier - Hop Hog
- 2012 Kampioen Grote Autstralische Brouwerij
- 2012 Beste Internationale Pale Ale - Hop Hog
- 2012 Beste Scotch and Barley Wine Razorback
- 2013 Kampioen Middelgrote Australische Brouwerij[11]
- 2013 Beste Porter - Boris

Van de Perth Royal Beer Show :
- 2010 Beste commerciële brouwerij[12]
- 2010 Beste commercieel bier - Hop Hog
- 2010 Beste West-Australische Brouwerij
- 2010 Beste West-Australische Bier - Hop Hog
- 2011 Beste Amerikaanse stijl Pale Ale - Hop Hog [13]
- 2011 Beste Indian Pale Ale - Fanta-broek
- 2011 Beste Ale Draft - Fanta Pants
- 2011 Beste West-Australische Bier - Hop Hog
- 2012 Beste American Style Pale Ale - Hop Hog [14]

Van de Beer and Brewer People's Choice Awards:
- 2011 Beste Australische bier - Hop Hog
- Jonge brouwer van het jaar 2012 - Will Irving
- 2012 Beste Australische bier - Hop Hog

Van de Hong Kong International Beer Awards:
- 2012 Best Indian Pale Ale & Champion Beer - Hop Hog [15]

Van de Western Australian Tourism Awards:
- 2012 Tourism Wineries, Distilleries and Breweries - Goud[16]

Van GABS Hottest 100 Aussie Craft Beers of the Year
- Winnaar People's Choice 2012 - Hop Hog
- Winnaar People's Choice 2013 - Hop Hog
- Winnaar People's Choice 2014 - Hop Hog